# Jonas Jonasson
Pär-Ola Jonas Jonasson, nato Per Ola Jonasson (Växjö, 6 luglio 1961), è un giornalista e scrittore svedese.

## Biografia
Conseguiti gli studi di Lettere presso l'università di Göteborg, diventa giornalista presso lo Smålandsposten di Växjö e poi per l'Expressen. Continua la sua carriera come giornalista, consulente dei media e produttore televisivo. Negli anni a cavallo del 2000 soffre di un grave stato di esaurimento nervoso ed è costretto a lasciare le sue occupazioni, vende i suoi beni e si trasferisce nel Canton Ticino, a Ponte Tresa, dove si dedica alla scrittura. Alla soglia dei suoi cinquant'anni pubblica il suo primo romanzo, Il centenario che saltò dalla finestra e scomparve. Dopo un inizio di vendite in sordina risulta essere il libro più venduto in Svezia per oltre un anno, e tradotto in oltre trenta lingue. È stato “Miglior libro dell'anno 2009” in Svezia, premiato con lo Swedish Book Seller Award 2009 (lo stesso premio che fu di Stieg Larsson) e vincitore dello Swedish Audio Prize 2009.
Dopo un duro divorzio ottiene la custodia con affidamento esclusivo del figlio, torna in Svezia nel 2010 e si stabilisce a Hogrän sull'isola di Gotland per continuare le sue scritture.
La storia del suo primo libro è stata trasposta in sceneggiatura per l'omonimo film diretto da Felix Herngren.

## Opere
- Il centenario che saltò dalla finestra e scomparve, 2009, 446 p., Editore Bompiani (collana Narratori stranieri Bompiani) ISBN 88-452-6652-4
- L'analfabeta che sapeva contare, 2013, 384 p., Editore Bompiani (collana Narratori stranieri Bompiani) ISBN 88-452-7144-7
- L'assassino, il prete, il portiere, 2015, 349 p., Editore Bompiani (collana Narratori stranieri Bompiani) ISBN 88-452-7977-4
- Il centenario che voleva salvare il mondo, 2019, 509 p., Editore La nave di Teseo ISBN 978_88_9344_793_5
- Dolce è la vendetta SpA, 2021, 448 p., Editore La nave di Teseo, traduzione di Stefania Forlani, ISBN 978_88_3460_528_8
- Tre amici quasi geniali verso la fine del mondo, 2023, 496 p., Editore La nave di Teseo, traduzione di Stefania Forlani, ISBN 9788834614112